# Auriac (Pyrénées-Atlantiques)
Auriac ist eine französische Gemeinde mit 234 Einwohnern (Stand 1. Januar 2022) im Département Pyrénées-Atlantiques in der Region Nouvelle-Aquitaine (vor 2016: Aquitanien). Die Gemeinde gehört zum Arrondissement Pau und zum Kanton Terres des Luys et Coteaux du Vic-Bilh (bis 2015: Kanton Thèze).
Die Einwohner werden Auriacois und Auriacoises genannt.
Der Name in der gascognischen Sprache lautet ebenfalls Auriac.

## Geographie
Auriac liegt ca. 25 km nördlich von Pau in der Region Vic-Bilh des Béarns.
Umgeben wird der Ort von den Nachbargemeinden:
| Thèze   |                                             |                  |
| Argelos | Kompassrose, die auf Nachbargemeinden zeigt | Miossens-Lanusse |
| Astis   |                                             | Lasclaveries     |

Auriac liegt im Einzugsgebiet des Adours. Einer seiner Nebenflüsse, der Luy, fließt an der südwestlichen Grenze des Gemeindegebiets entlang.

## Geschichte
Paul Raymond, Archivar und Historiker des 19. Jahrhunderts, notierte die erstmalige Erwähnung von Auriac im Jahre 1096 unter dem Namen Auriag laut Pierre de Marcas Buch Histoire de Béarn.
Im Mittelalter gehörte Auriac zur Nachbargemeinde Argelos. Die Lehnsherrschaft war aufgeteilt zwischen dem Baron de Navailles und dem Lehnsherrn von Argelos.

### Einwohnerentwicklung
Nach dem Höhepunkt von 352 Einwohnern in der Mitte des 18. Jahrhunderts ist die Zahl bis in die 1920er Jahre um die Hälfte gesunken. In den Folgejahren verblieb sie auf dem Niveau, bis sie seit dem Ende des 20. Jahrhunderts um mehr als 50 % wieder anstieg.
| Jahr      | 1962 | 1968 | 1975 | 1982 | 1990 | 1999 | 2006 | 2009 | 2014 |
| --------- | ---- | ---- | ---- | ---- | ---- | ---- | ---- | ---- | ---- |
| Einwohner | 163  | 153  | 167  | 155  | 180  | 209  | 242  | 249  | 244  |

## Sehenswürdigkeiten

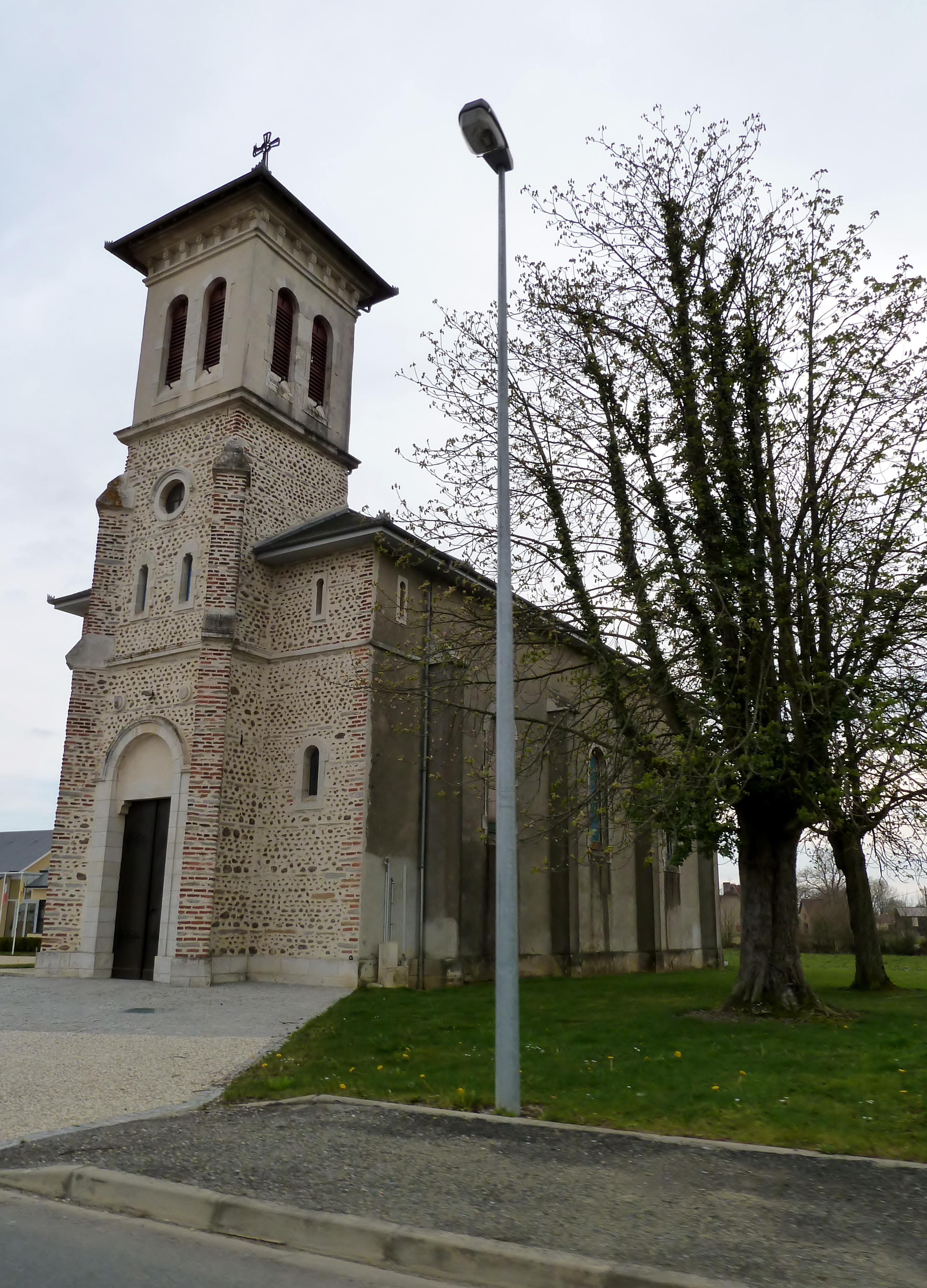
Kirche Saint-François-de-Sales

- Kirche, gewidmet Franz von Sales. Eine einfache Kirche an anderer Stelle ist auf dem Kataster von 1834 gelistet, von der man annimmt, dass diese nach 1775 gebaut wurde. 1885 entschied die Gemeinde sich für einen Ersatz des im Zerfall befindlichen Gebäudes an einem Platz, der näher am Ortszentrum liegt. Das heutige Gotteshaus enthält viele sehenswerte Objekte, die als nationale Kulturgüter registriert sind. Die Glasfenster sind Arbeiten des Glasmalers Pierre-Gustave Dagrand und wurden 1887 und 1888 eingesetzt. Sie zeigen den Schutzpatron der Kirche, Franz von Sales, den heiligen Johannes und den heiligen Michael, den linken Fuß auf den besiegten Teufel gesetzt und die rechte Hand auf der Schulter eines knienden Domherrn ruhend.[9][10]

## Wirtschaft und Infrastruktur

### Verkehr
Auriac wird durchquert von den Route départementales 227, 327, 834 (abgestufte Route nationale 134) und 944, der ehemaligen Route nationale 644. Die Autoroute A65, genannt Autoroute de Gascogne, führt ebenfalls durch das Ortsgebiet und hat eine nahe Anschlussstelle nördlich von Auriac zur D834.
Eine Buslinie des TER Aquitaine, einer Regionalbahn der staatlichen SNCF, verbindet die Gemeinde mit Pau und Mont-de-Marsan über Aire-sur-l’Adour, eine weitere Buslinie des TER Aquitaine verbindet die Gemeinde mit Pau und Agen über Aire-sur-l’Adour.